# Preah Ko
Preah Ko fue el primer templo que se construyó en la antigua y ya desaparecida ciudad de Hariharalaya (en la zona que hoy se llama Roluos), a unos 15 kilómetros al sureste del principal grupo de templos en Angkor, Camboya, declarado Patrimonio de la Humanidad por la Unesco en 1992. El templo fue construido bajo el rey jemer Indravarman I, en 879 para honrar a antepasados de la familia de la familia del rey Indravarman.

## Etimología
El nombre Preah Ko (Toro sagrado) tiene su origen en las tres estatuas de arenisca que miran a las torres del templo y que se encuentran ubicadas en la parte frontal mismo.  Estas estatuas representan a Nandi, el toro blanco que sirve de montura a Shiva.: 60–61 

## Características
Preah Ko Está constituido por seis torres de ladrillo dispuestas en dos filas agrupadas en una única terraza. Las torres del lado este y la central frente son las más alta. Los santuarios están dedicados a tres antepasados divinizados de Indravarman y sus respectivas esposas. La torre central frontal está dedicado a Jayavarman II, el fundador del imperio jemer La torre de la izquierda está dedicada a Prithivindreshvara, padre del rey Indravarman y la torre a la derecha a Rudreshvara, su abuelo. Las tres torres traseras están dedicados a las esposas de los tres hombres.  Las torres centrales todos llevan imágenes del dios hindú Shiva.

## Galería

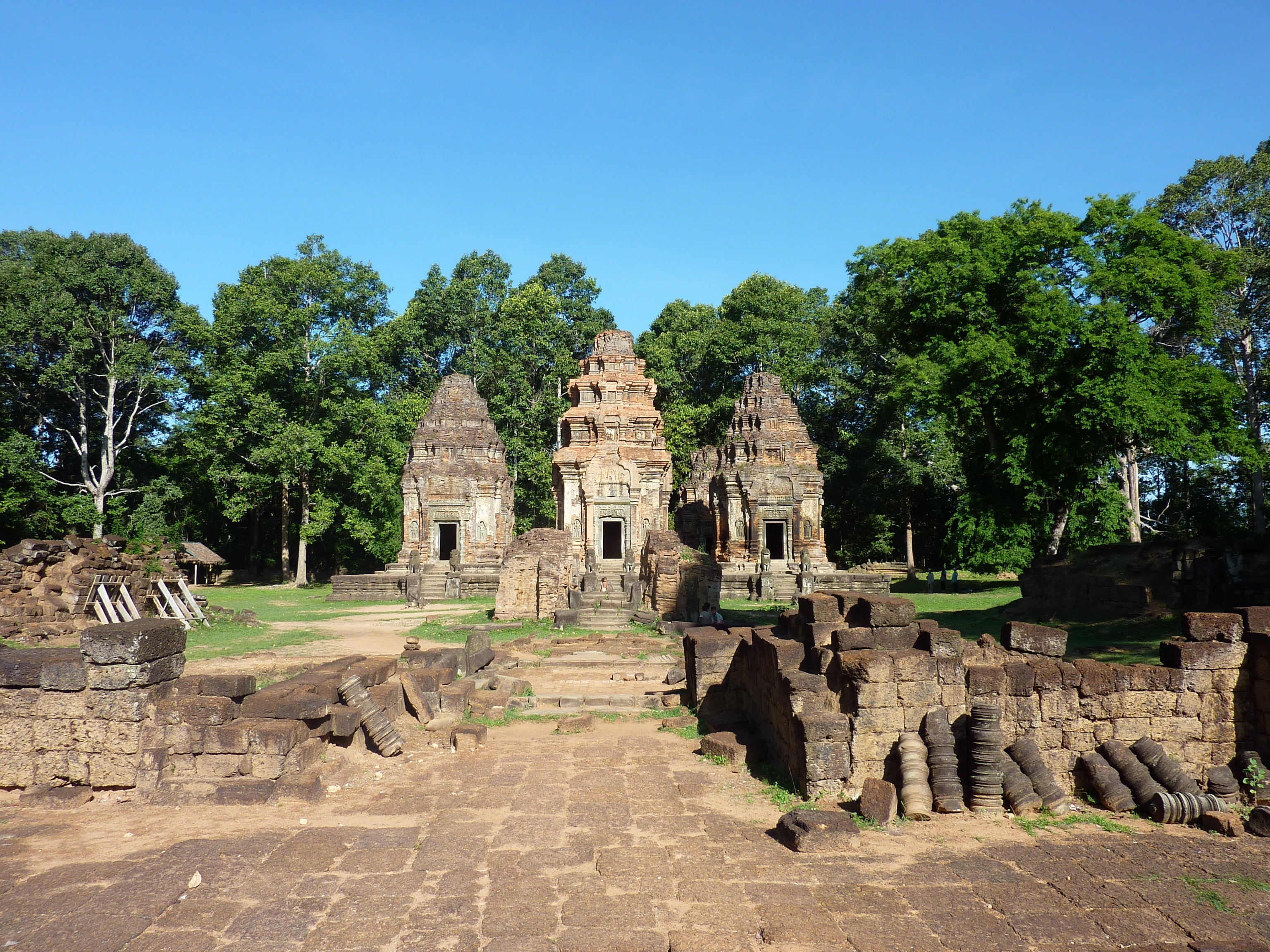
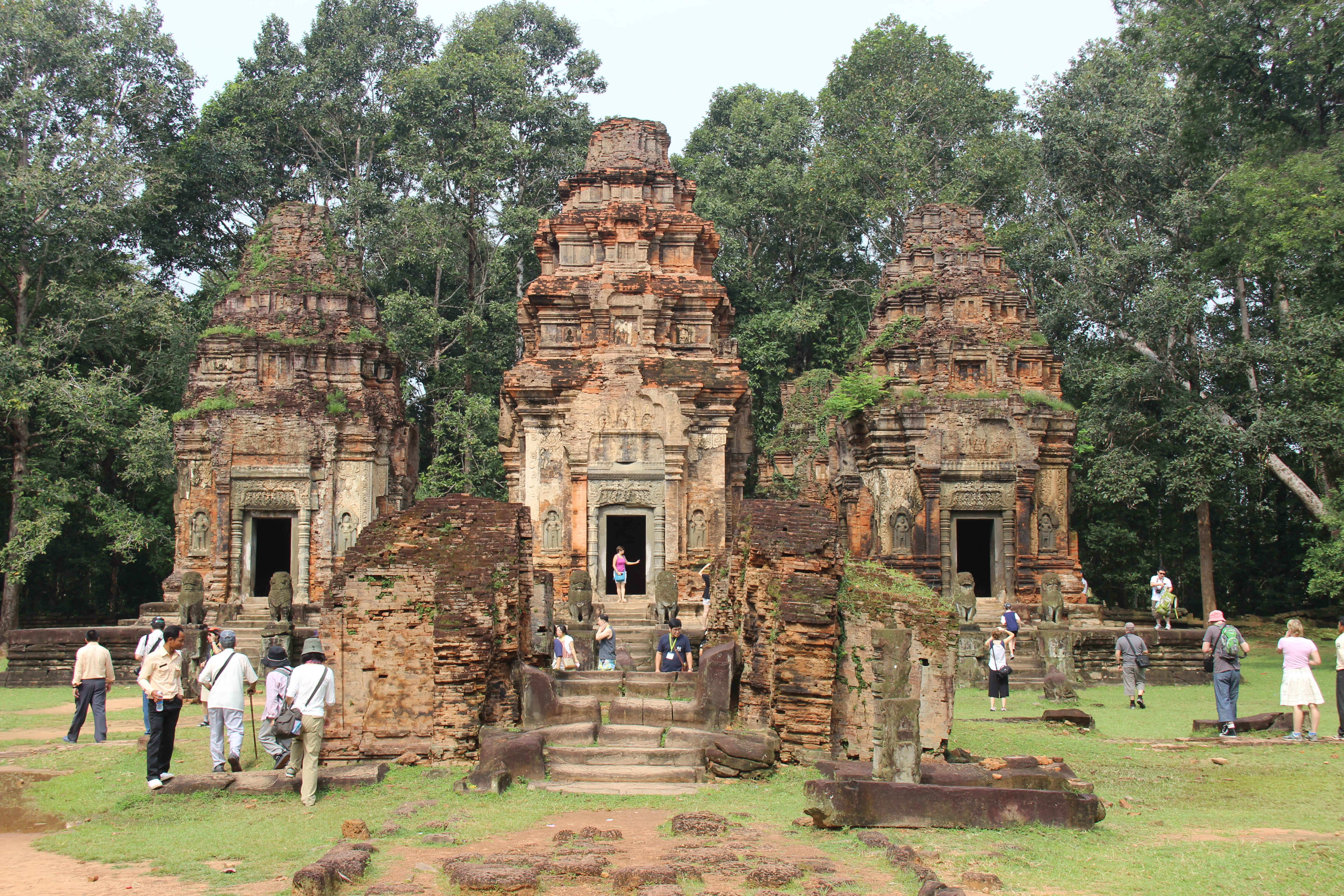
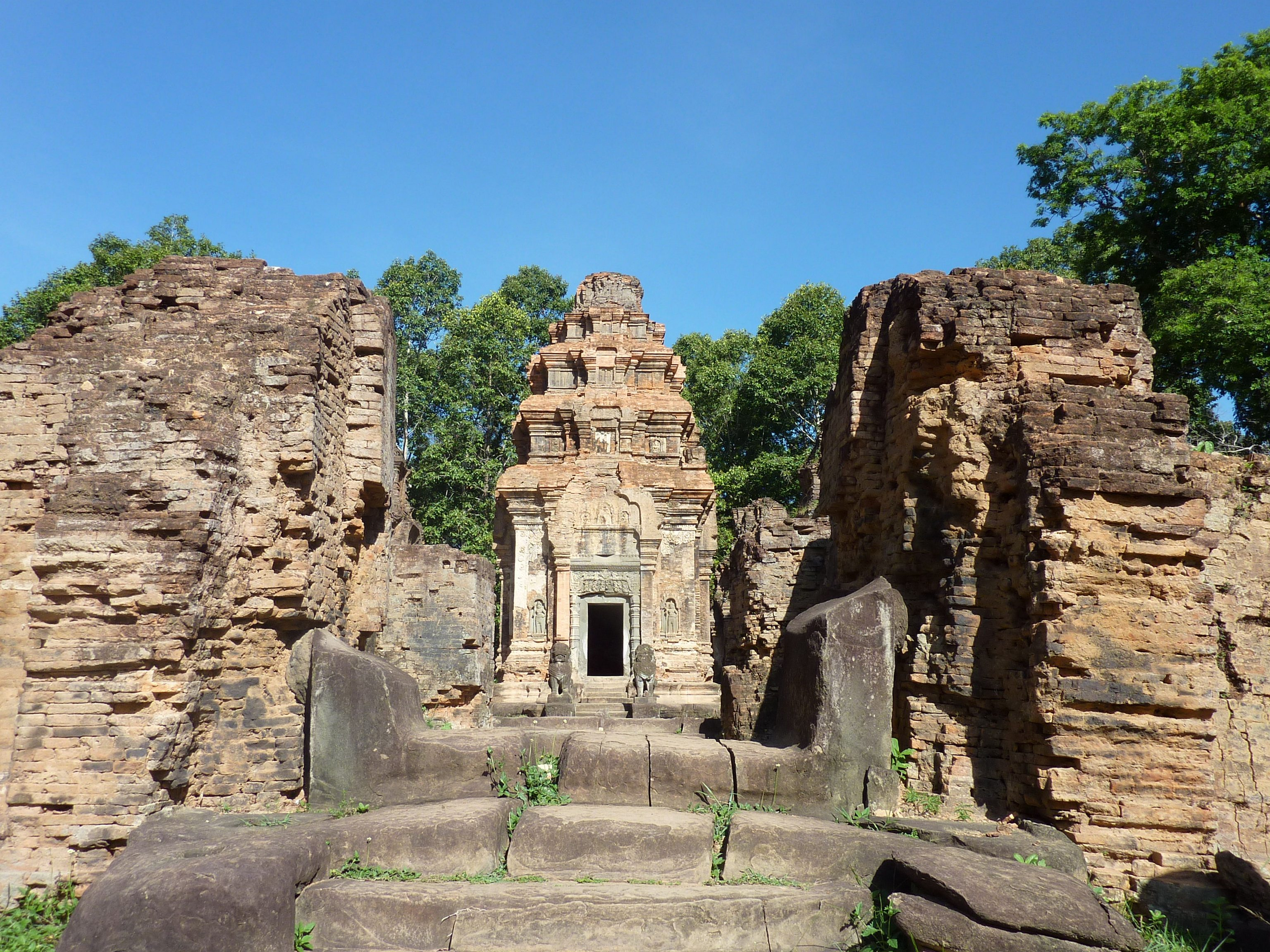
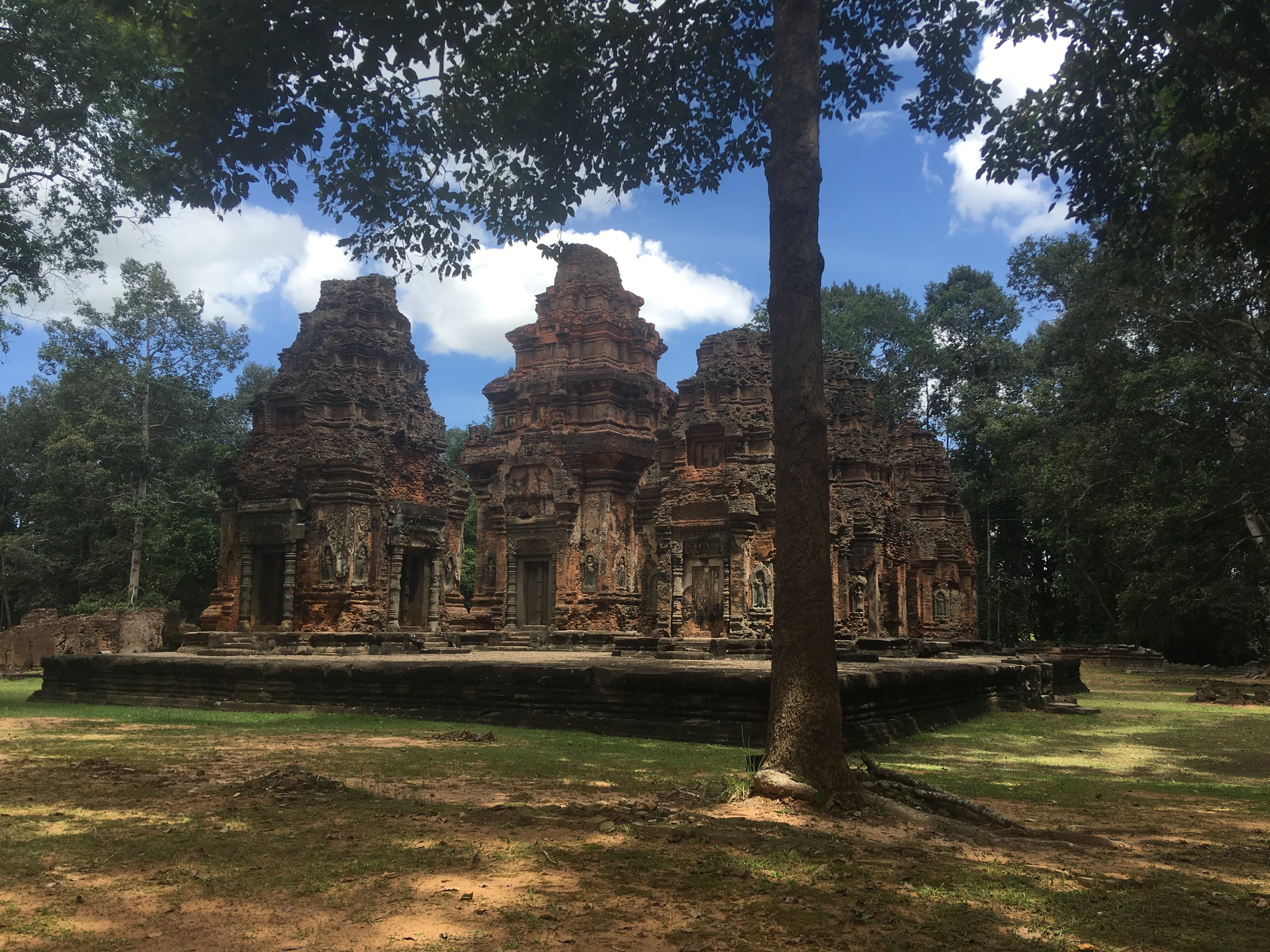
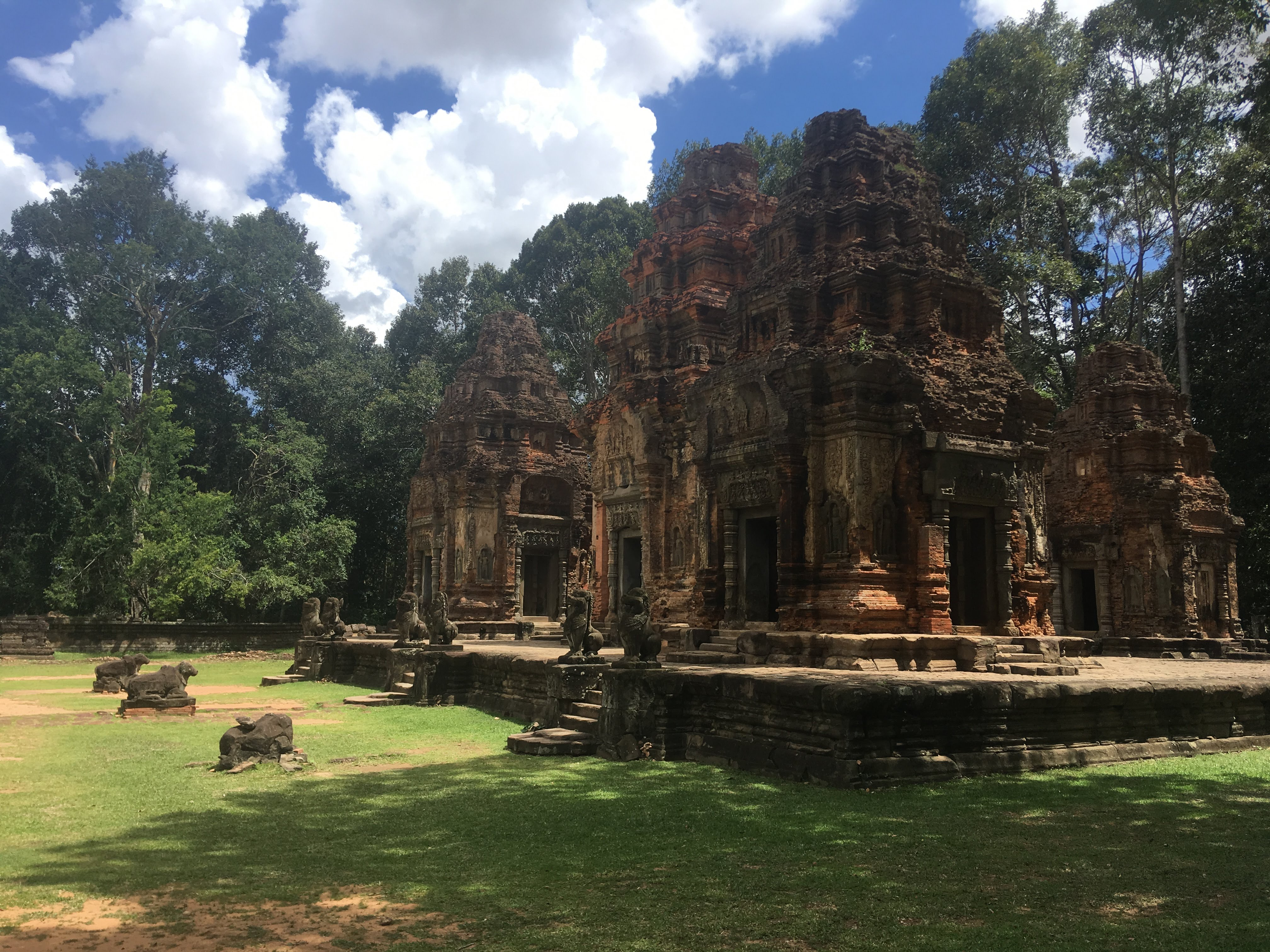
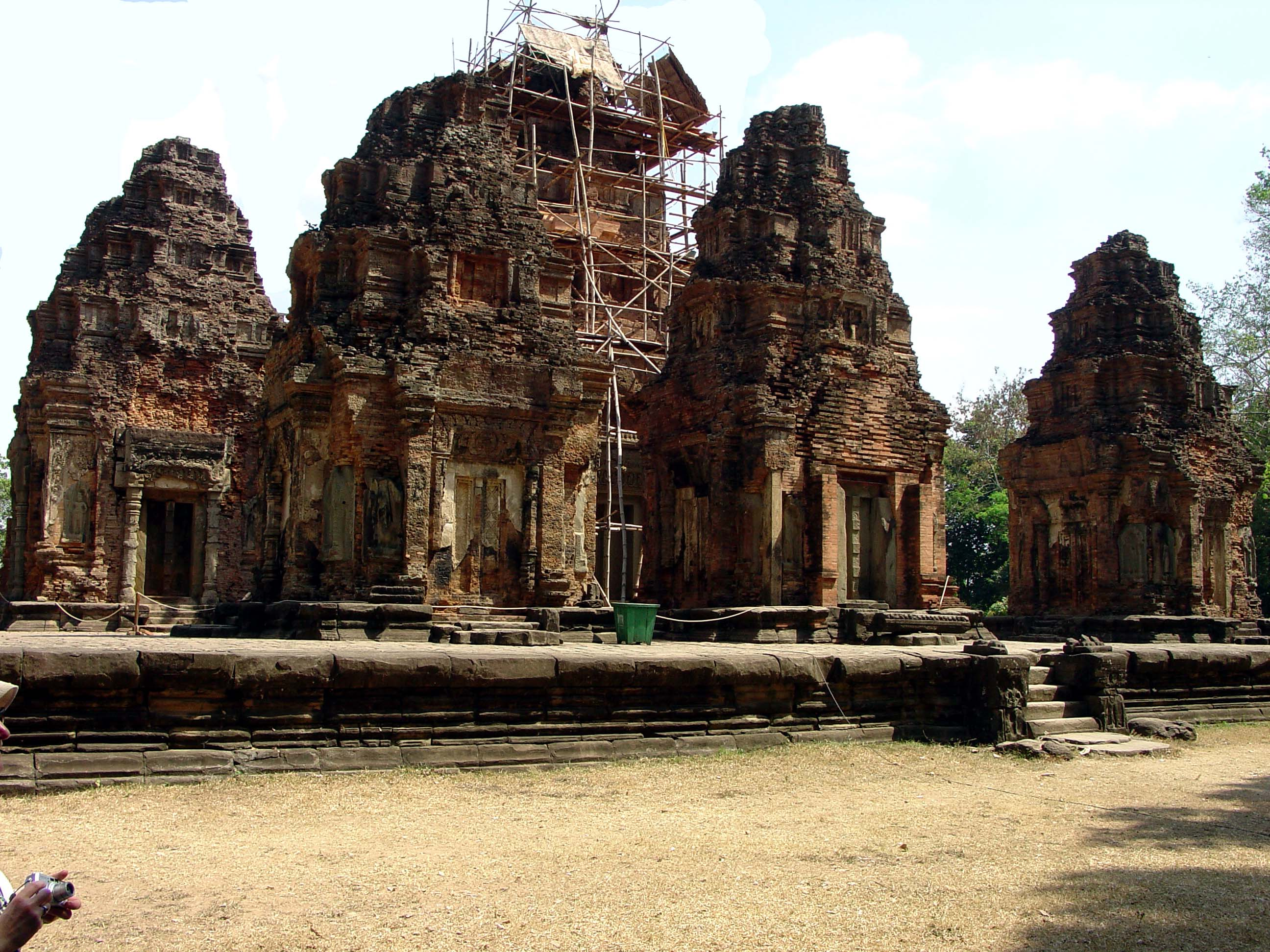
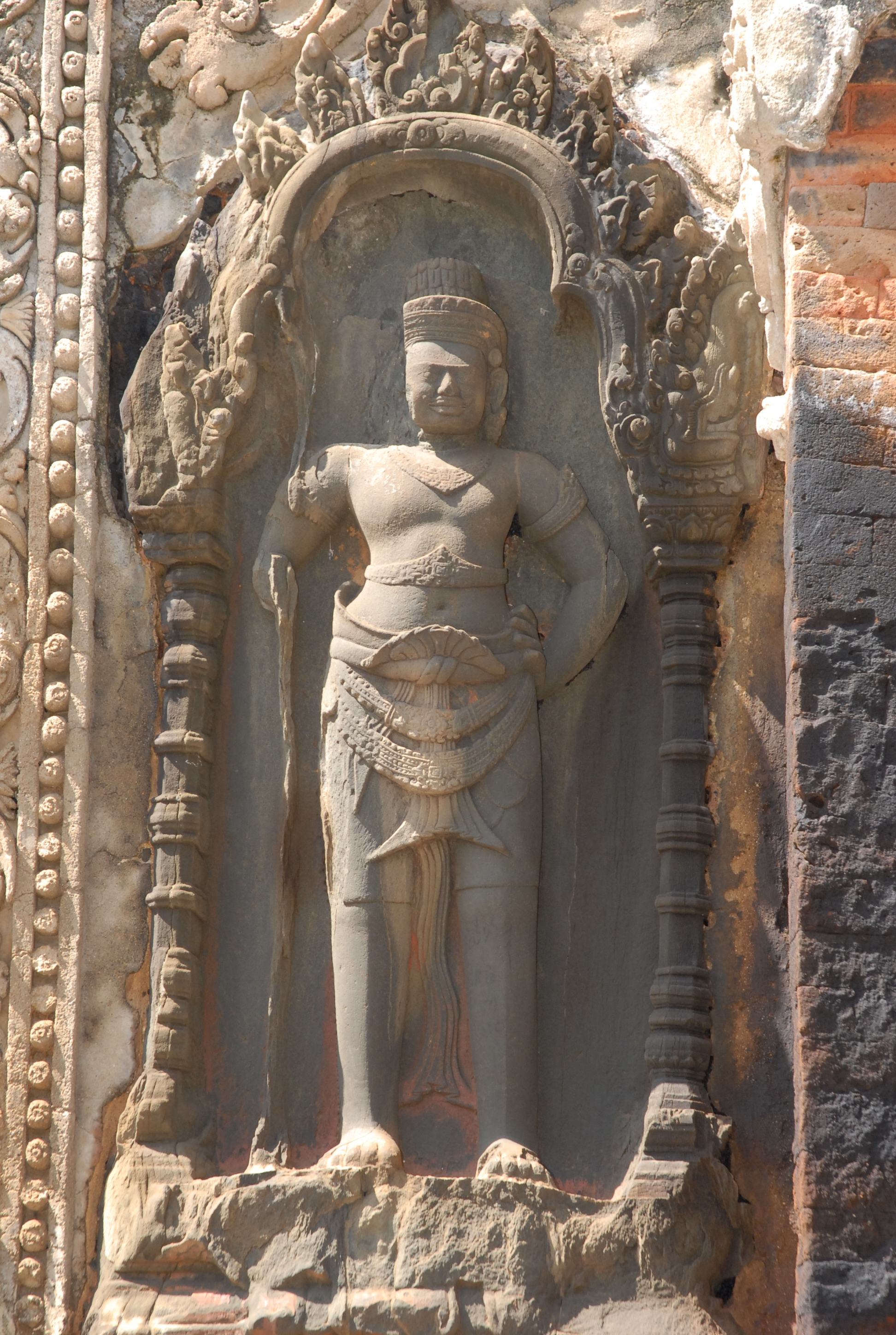
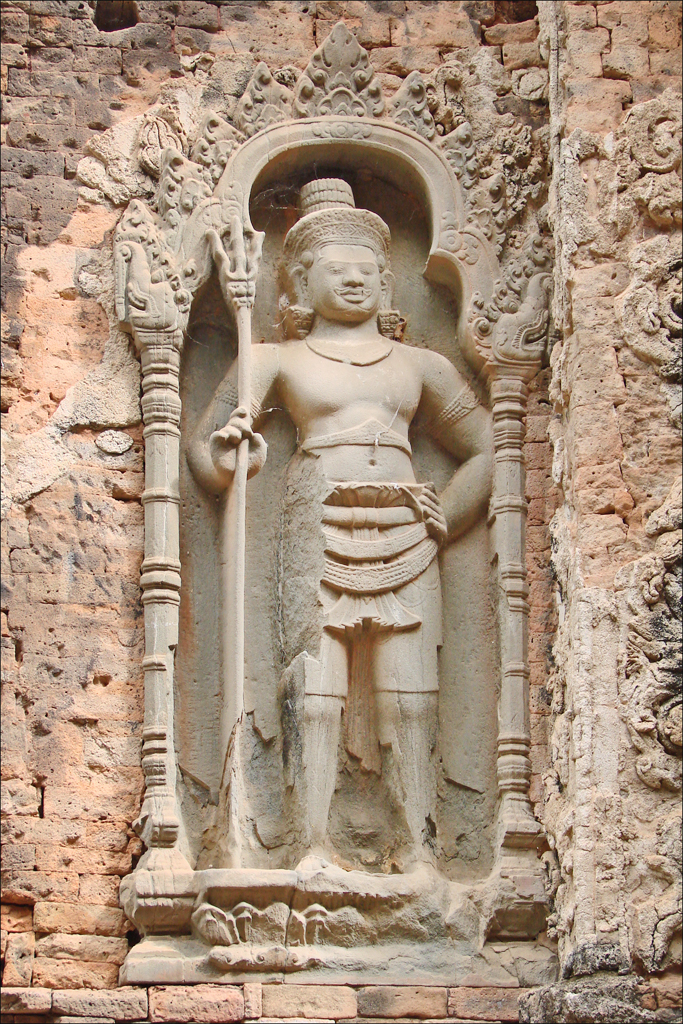
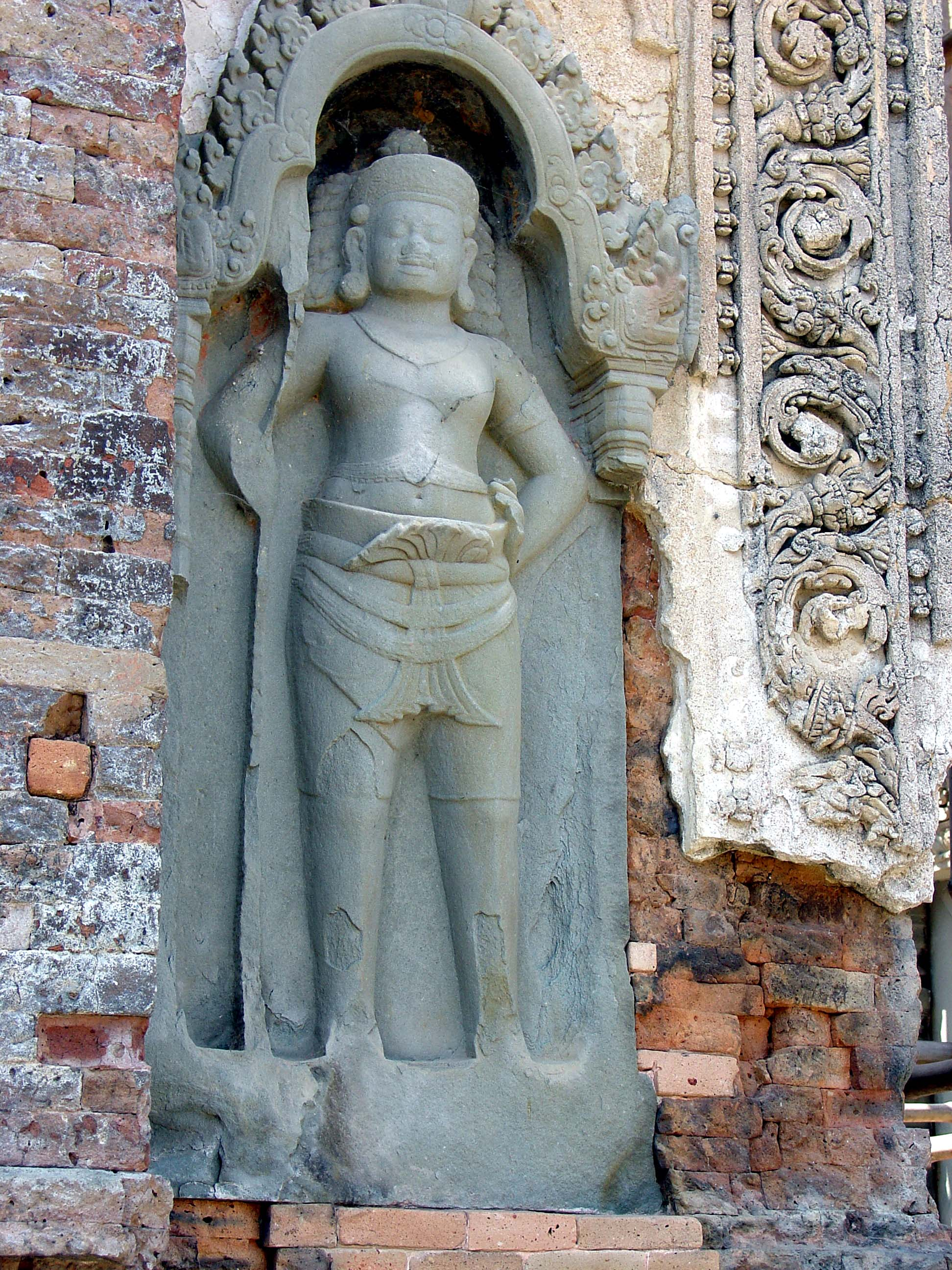
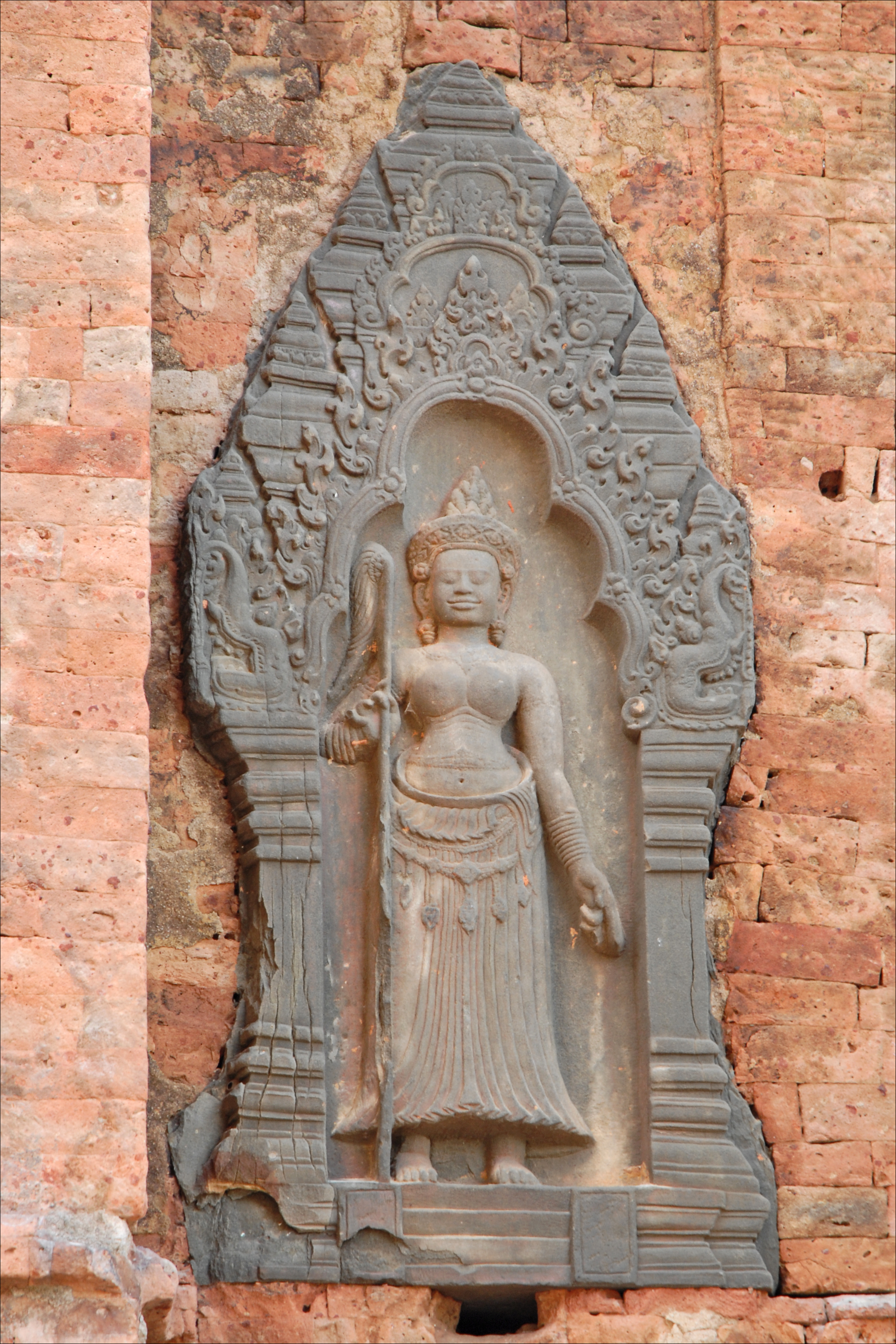
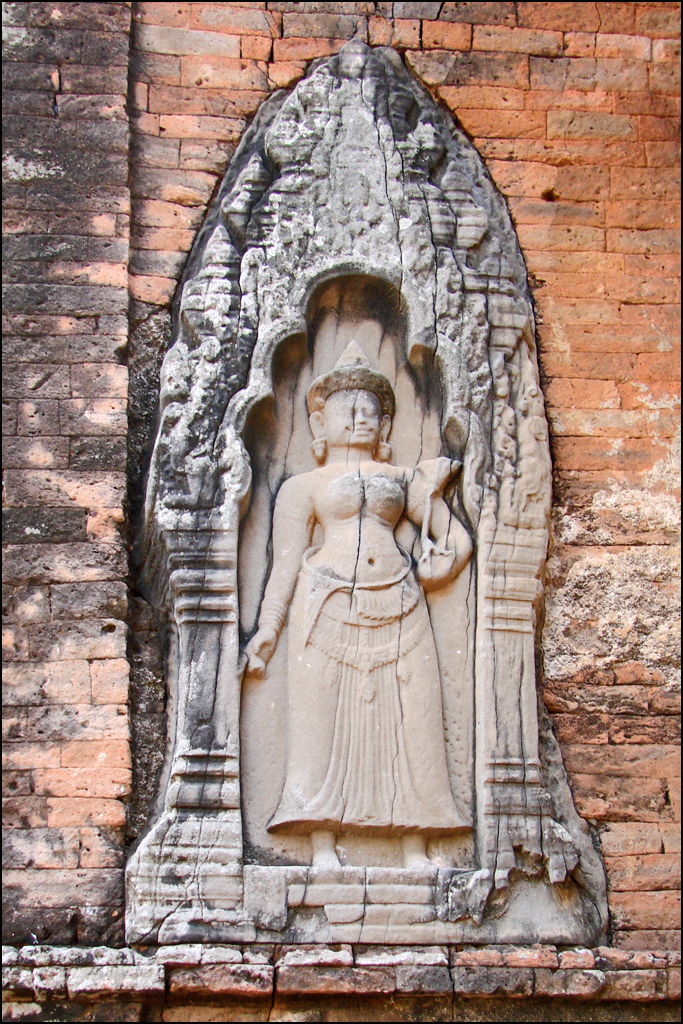
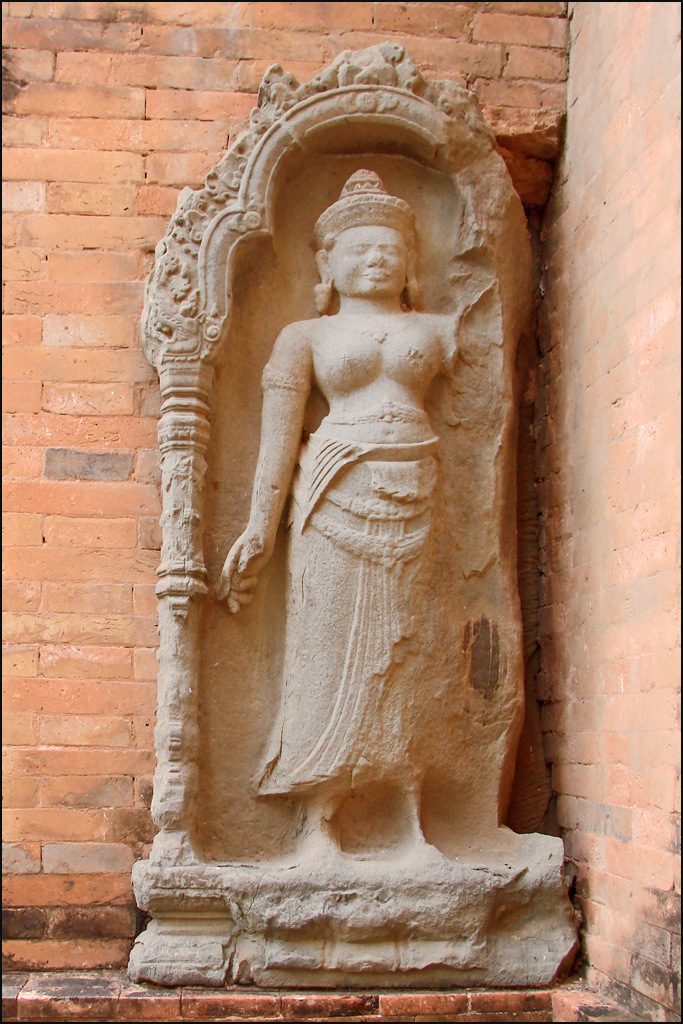
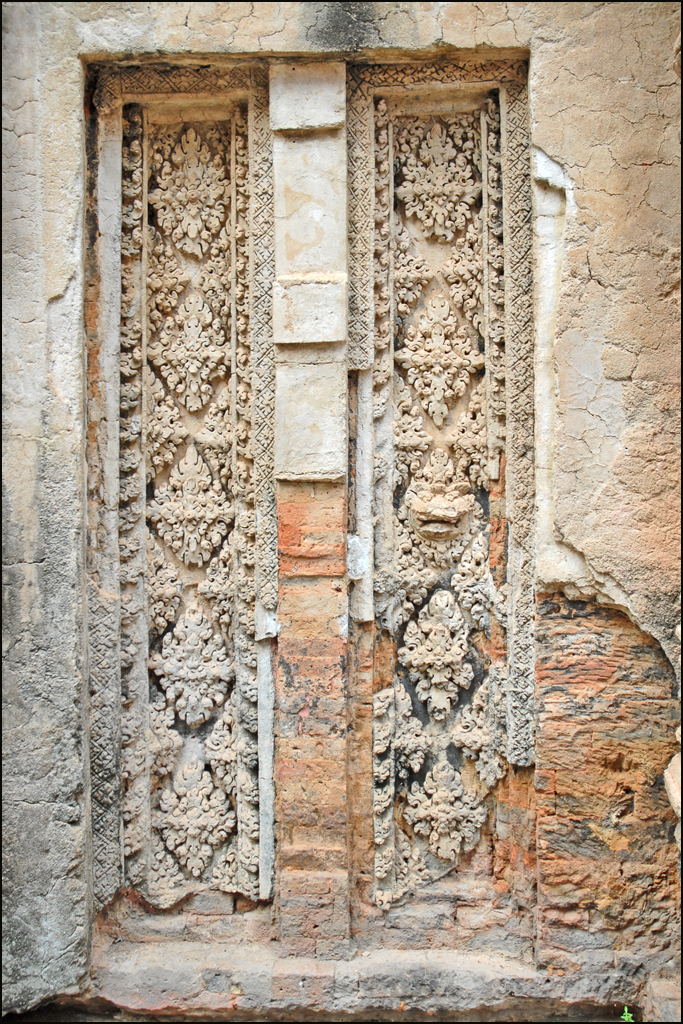
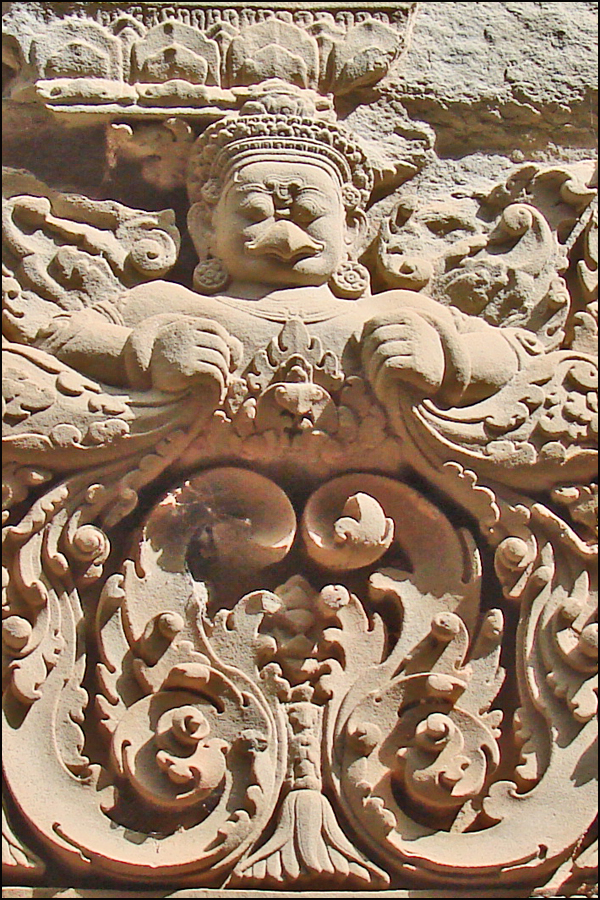
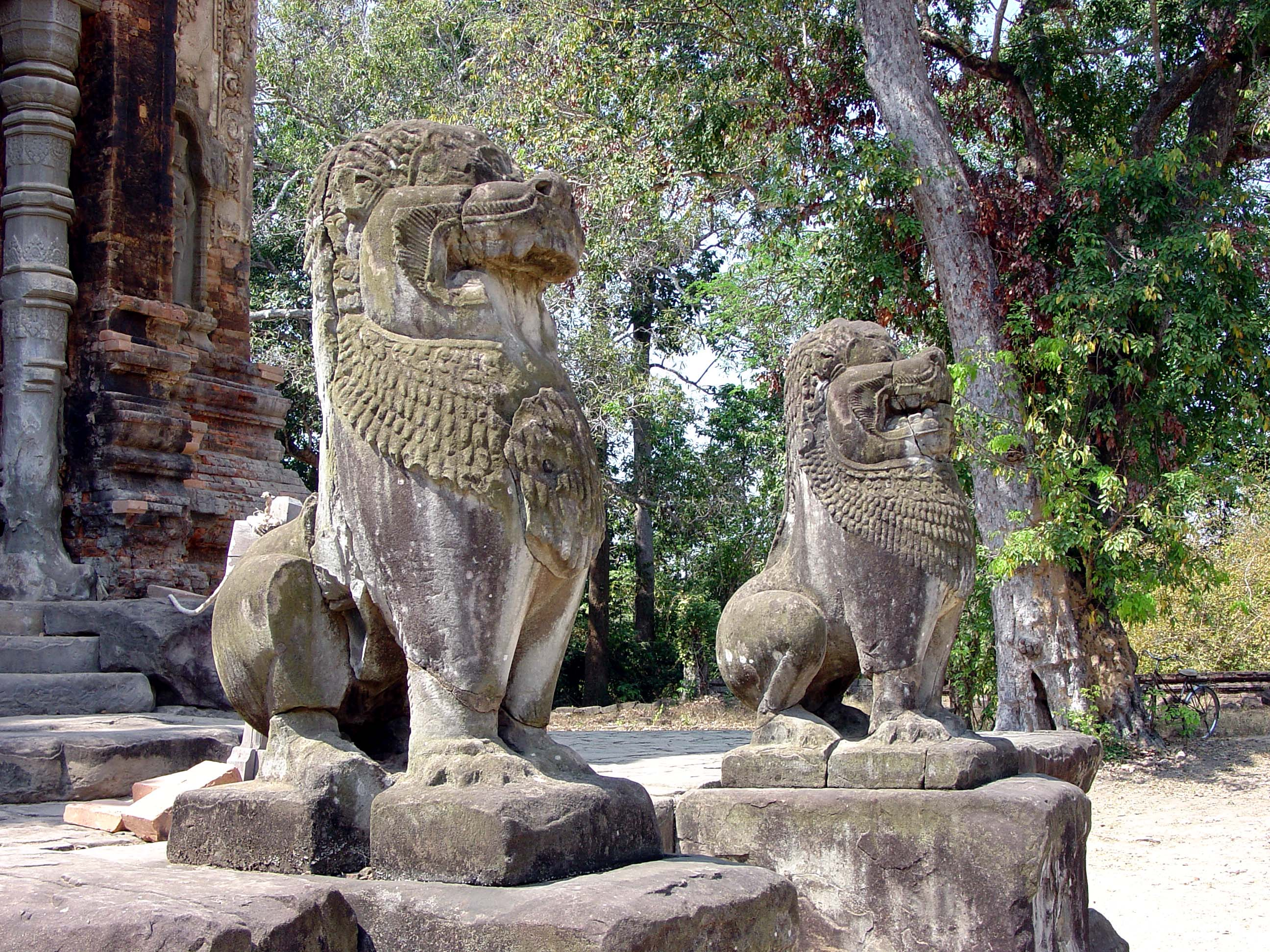
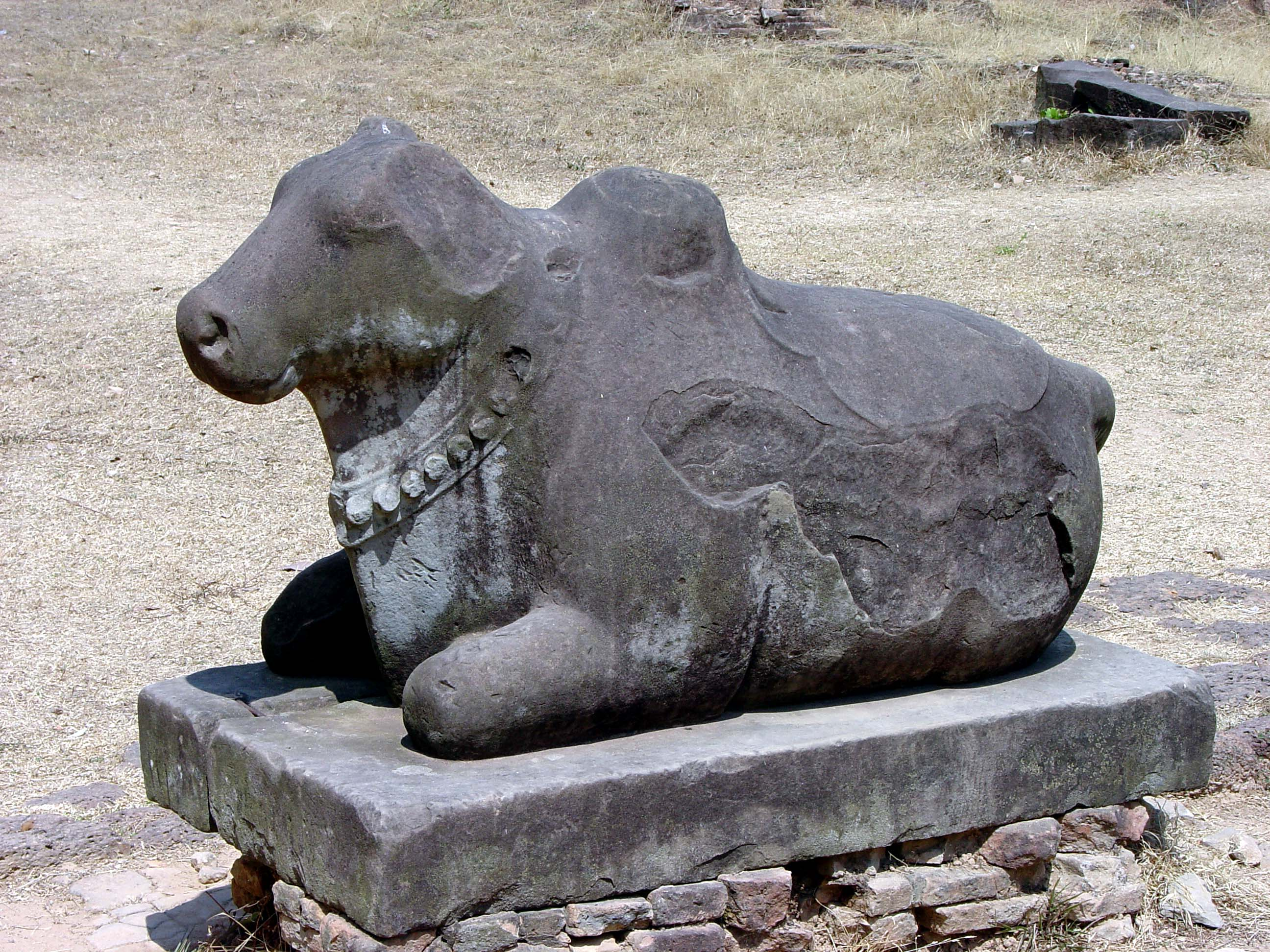
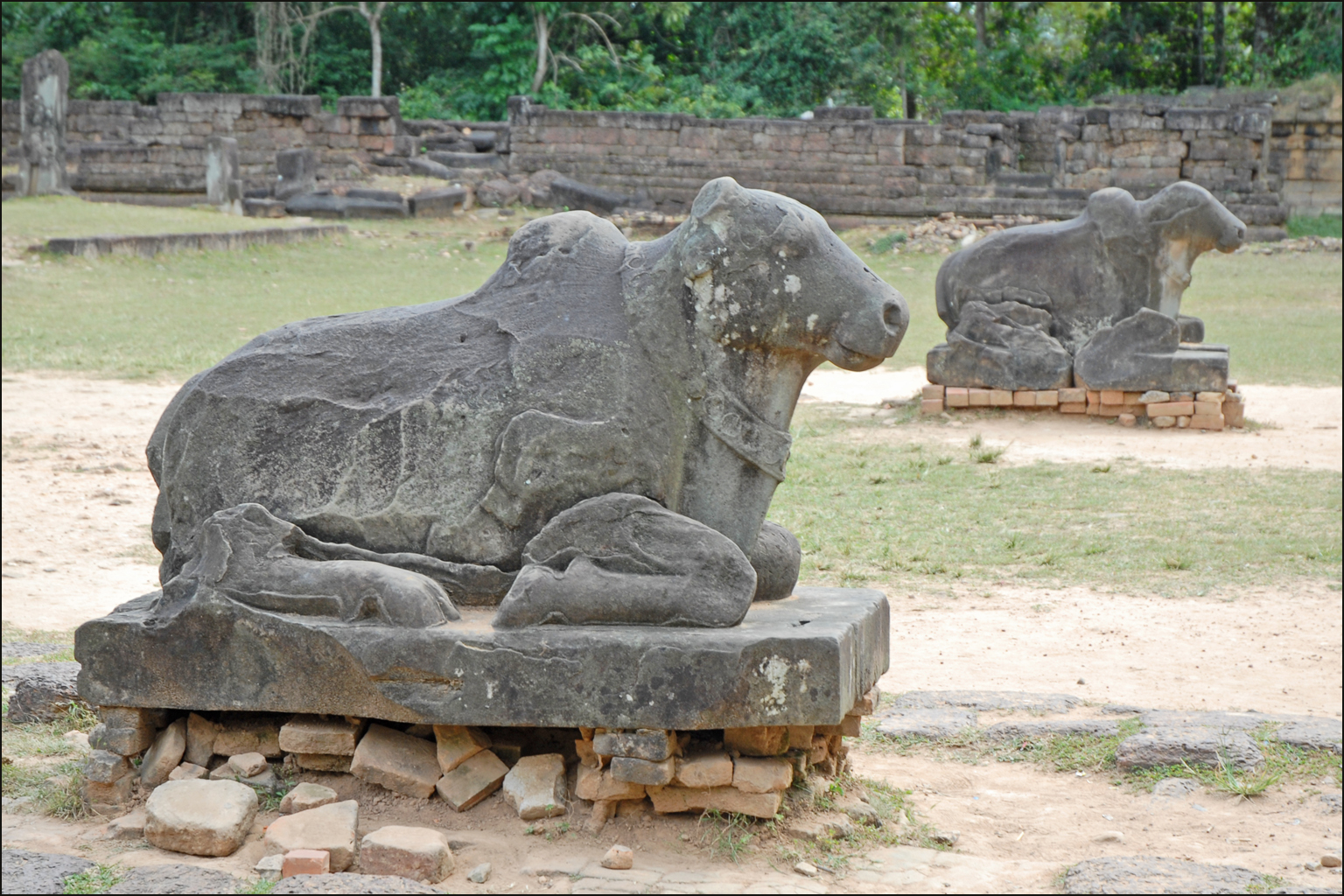